# Jack London

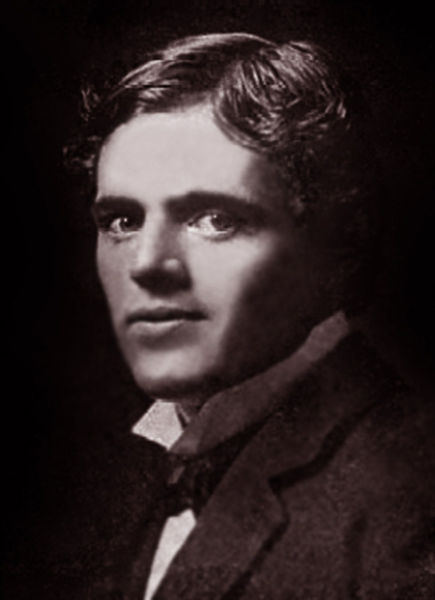
Jack London (1900)

Jack London (* 12. Januar 1876 in San Francisco, Kalifornien als John Griffith Chaney; † 22. November 1916 in Glen Ellen, Kalifornien) war ein US-amerikanischer Schriftsteller, Journalist und Fotograf.
Er erlangte vor allem durch seine später auch mehrfach verfilmten Abenteuerromane Ruf der Wildnis, Wolfsblut und Der Seewolf sowie den autobiographisch beeinflussten Entwicklungsroman Martin Eden Bekanntheit. Diese Werke geben gleichzeitig eine Übersicht über die geographischen Räume, die er kannte: den arktischen Norden Nordamerikas (Klondike) zur Zeit des Goldrausches, Kalifornien und den Pazifik bzw. die Seefahrt auf diesem Ozean. Als erfolgreicher Schriftsteller bekannte London sich in seinen politischen Essays, geprägt durch harte Erfahrungen in der Kindheit, häufig zu den unteren Schichten der Gesellschaft und offen zum Sozialismus, wenn auch sehr eigener Prägung. Als Journalist berichtete er von Lebensumständen und Krisen, die er in insgesamt 12.000 Aufnahmen auch fotografisch festhielt. Bis kurz vor seinem Tod war er Mitglied der Socialist Party der Vereinigten Staaten und bewarb sich 1901 für diese erfolglos um das Amt des Bürgermeisters von Oakland. Sein literarisches Werk wurde international erfolgreich und in zahlreiche Sprachen übersetzt. Zu seinen Lebzeiten war London einer der erfolgreichsten Autoren der Welt.

## Leben

### Herkunft

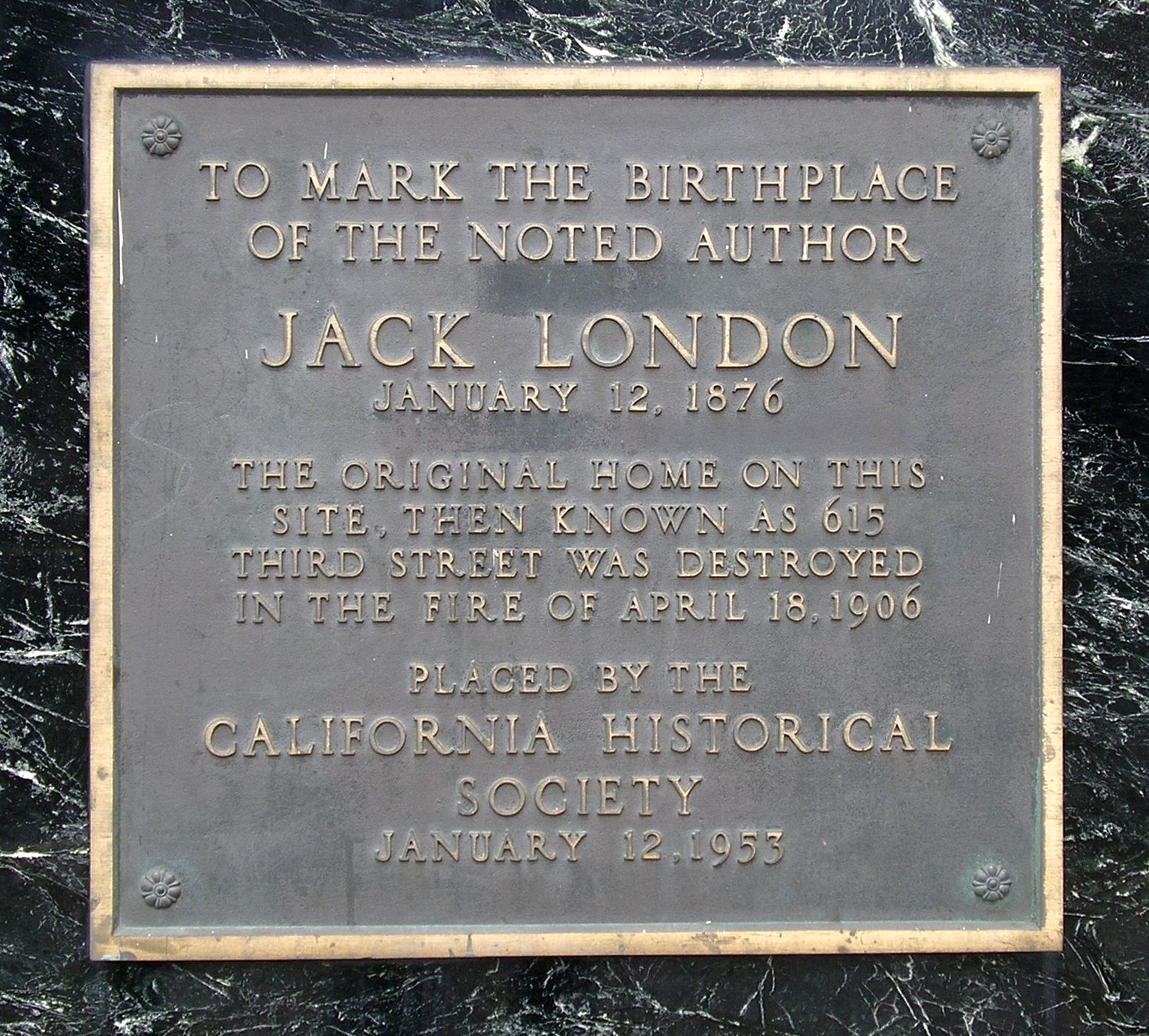
Gedenktafel an der Stelle von Londons Geburtshaus in San Francisco, Ecke 3rd Street und Brennan

London wurde in San Francisco als nichteheliches Kind der aus gutbürgerlichem Hause stammenden Flora Wellman (1843–1922) und des unstet lebenden Philosophen, Astrologen und Wanderpredigers William Henry Chaney (1821–1903) geboren; dieser hatte sich den Beinamen „Professor“ gegeben. Chaney bestritt allerdings später dem 21-jährigen London gegenüber auf dessen briefliche Anfrage seine Vaterschaft, da er zeugungsunfähig sei. Londons Biografen gehen heute fast einhellig von Chaneys Vaterschaft aus, eindeutig belegbar ist sie nach Quellenlage nicht.
Die Zeitung San Francisco Chronicle berichtete am 4. Juni 1875, dass Chaney unter dramatischen Umständen Flora Wellman, die ebenfalls dem Spiritismus zugeneigt war, aus dem Haus gejagt habe, weil sie einer Abtreibung nicht zustimmen mochte. Daraufhin beging sie einen Selbstmordversuch, indem sie eine Überdosis Opium nahm und sich in die Schläfe schoss; sie konnte jedoch gerettet werden.
Am 7. September 1876 heiratete Flora Wellman den aus Pennsylvania stammenden Kriegsveteranen, Zimmermann, zeitweiligen Geschäftsmann und Farmer John London, der sich auch als Verkäufer von Nähmaschinen betätigte. Das Ehepaar zog nach Oakland, wo John London einen Kolonialwarenladen eröffnete. Der Stiefvater erkannte den Jungen als seinen Sohn an, wodurch dieser dessen Nachnamen London erhielt. Die Familie lebte meist in ärmlichen Verhältnissen und zog in den folgenden Jahren innerhalb der San Francisco Bay Area mehrmals um, da John London wiederholt versuchte, auf neuen Grundstücken sein Glück als Farmer zu machen; all diese Versuche scheiterten.
1886 zog die Familie nach Oakland zurück. John London war zu dieser Zeit weitgehend invalid, und seine Frau sowie der junge Jack London mussten zum Einkommen der Familie beitragen. Er lebte in dieser Zeit meist im Haushalt der ehemaligen Sklavin Virginia Prentiss, die so etwas wie die – von Mutter Flora bezahlte – Ziehmutter des Jungen und eine prägendere Bezugsperson seiner Kindheit als die leibliche Mutter wurde. Beide „Mütter“ überlebten Jack London. In ihren letzten Lebensjahren lebten die beiden Frauen in einem gemeinsamen Haushalt.

### Kindheit und Jugend

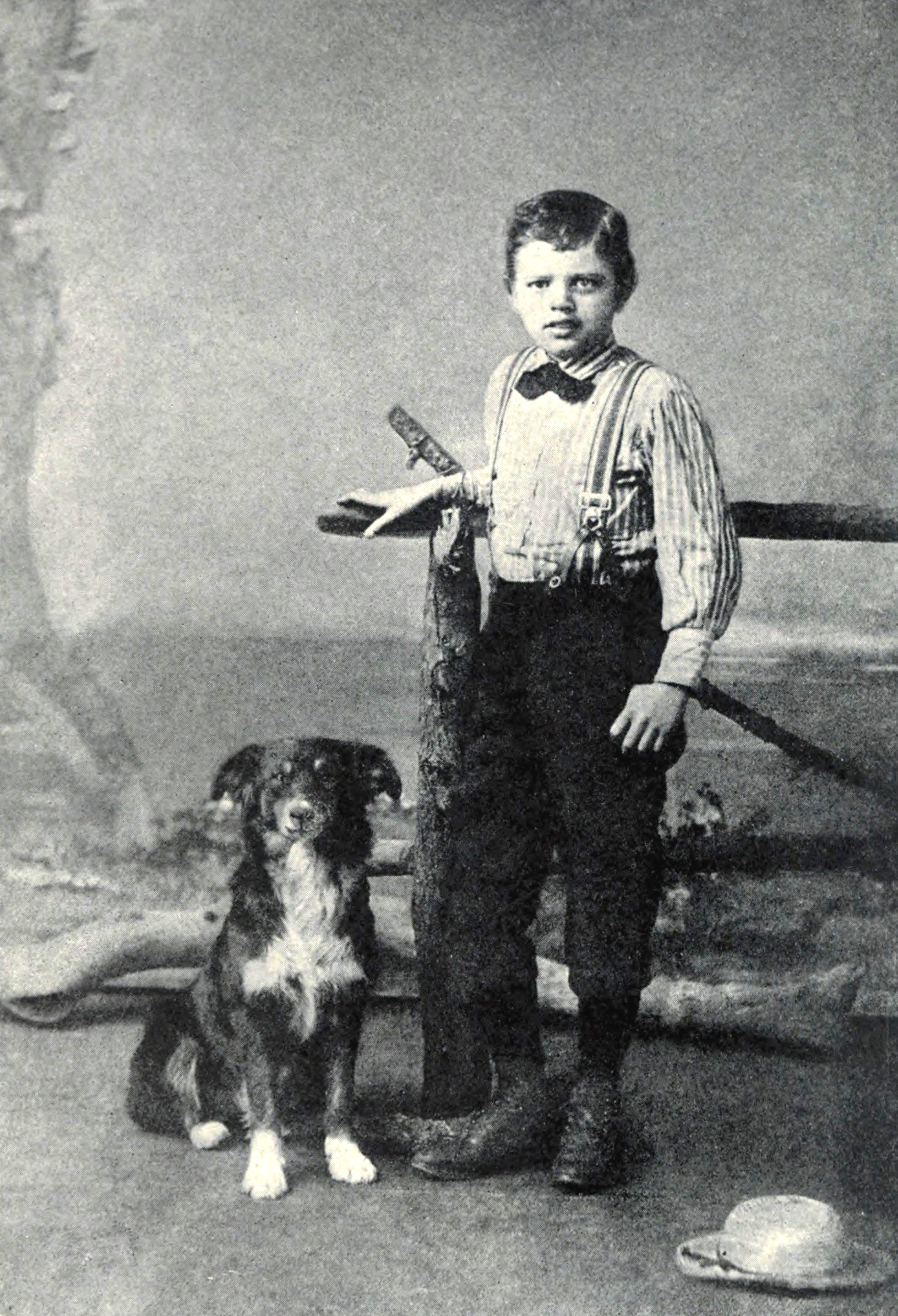
London im Alter von neun Jahren mit seinem Hund Rollo, 1885

Jack London musste bereits als Kind unter anderem als Zeitungsjunge, Helfer in einem Wirtshaus und als Arbeiter in einer Konservenfabrik zum Familieneinkommen beitragen. Mit 13 Jahren verließ London die High School und wurde in den Arbeitsalltag eingespannt. Kinderarbeit gab es in den Vereinigten Staaten noch im Jahr 1900 für zwei Millionen Kinder unter 16 Jahren, die Arbeiten auf dem Land oder in Fabriken verrichteten. Entwicklungsstörungen und Gesundheitsschäden waren die Folge. Erst 1905 wurden Gesetze erlassen, die das Elend etwas verringerten.
Bereits als Kind las London Romane, vor allem aus öffentlichen Bibliotheken. Einer seiner ersten Einflüsse war die englische Schriftstellerin Ouida. Seine große Förderin wurde die später in San Francisco berühmte Schriftstellerin Ina Coolbrith, die zu jener Zeit als Bibliothekarin an der Stadtbibliothek von Oakland angestellt war; sie beriet den lese- und bildungshungrigen jungen London bei der Wahl seiner Lektüre, nahm seine Bemühungen um Bildung ernst und ermutigte ihn in seinem Selbststudium. In einem Brief aus dem Jahr 1901 bezeichnet er Coolbrith als die wichtigste geistige Bezugsperson in dieser Zeit seines Lebens und nennt sie seine „Göttin“.
Mit 15 Jahren verließ London die Cole Grammar School. Um sich und die Familie zu ernähren, arbeitete er täglich zwölf bis achtzehn Stunden in Hickmott's Konservenfabrik für einen Stundenlohn von zehn Cent. Schließlich lieh er sich 300 Dollar von seiner schwarzen Amme, der ehemaligen Sklavin Virginia Prentiss, kaufte sich von dem geborgten Geld ein Boot, wurde der jüngste Austern-Pirat in der Bucht von San Francisco und verkaufte seine Ware auf dem Markt von Oakland; das illegale Abernten von Austern zu Handelszwecken genoss in der an Austern reichen Bay Area den Zuspruch der Bevölkerung und wurde von den Behörden meist toleriert. Nachdem sein Boot von einer mit ihm und seinem Team verfeindeten Gruppe von Austernpiraten angezündet und versenkt worden war, schloss sich London der Fischereipolizei der Bay Area als freiwilliges Mitglied im Kampf gegen illegale chinesische Garnelenfänger und griechische Lachswilderer an; diese Tätigkeit beendete er mit 17 Jahren.
London verbrachte einige Zeit auf See (unter anderem als Robbenjäger auf einer Reise nach Japan). Nach seiner Rückkehr animierte ihn seine Mutter, einen Bericht über die Reise zu schreiben. Lange bevor er sich entschloss, Schriftsteller zu werden, schrieb er seinen ersten Text „Taifun off the Coast of Japan“, veröffentlicht am 12. November 1893, und gewann den ersten Preis in der Zeitung San Francisco Call. 1894 schloss er sich einem Protestzug der Arbeitslosen an, der zu Fuß nach Washington gehen wollte. Er wurde als Landstreicher verhaftet und musste 30 Tage in Buffalo ins Gefängnis. Dann schlug er sich als Hobo durch. 1896/97 studierte er an der Universität von Berkeley, nachdem er im Sommer 1896 die als anspruchsvoll geltende Aufnahmeprüfung in nur drei Monaten bestanden hatte. Er belegte Kurse in Englisch, Geometrie, Amerikanischer Geschichte und Physik. Er brach das Studium aber nach nur einem Semester ab, um die Familie mit Arbeit in einer Wäscherei finanziell zu unterstützen. London erlangte somit nie einen Hochschulabschluss. Er war überzeugt, er könne sich allein schneller weiterbilden als unter den naiven Studenten. Im selben Jahr beschloss er, Schriftsteller zu werden, ohne dieses Vorhaben zu dieser Zeit in die Tat umsetzen zu können.
Er schaufelte Kohle für 30 Dollar im Heizkraftwerk Oakland, dieselbe Arbeit, die zuvor zwei Männer für je 40 Dollar geleistet hatten. Auf diese Weise verstand er das Prinzip des Kapitalismus: Die Arbeiter wurden ausgebeutet, um die Profite zu erhöhen. In Pennsylvania geriet er unverschuldet ins Gefängnis. Daraufhin fasste er den Entschluss, sich nie mehr unterdrücken zu lassen. Das Bild des sozialen Abgrunds heruntergekommener, ins Elend abgerutschter Männer, die in jüngeren Jahren genau so waren wie er, ließ seine Vorstellung reifen, nicht mehr körperlich zu arbeiten. Er beschloss, seinen Kopf zu gebrauchen, und begann hektisch, sich auf viele Arten zu bilden. Er las die Werke von Karl Marx, Charles Darwin und Herbert Spencer. In ihren Ideen erkannte er sich selbst. So entwickelte sich sein politisches Bewusstsein. London engagierte sich für alles, was den Armen und den Arbeitern helfen konnte, sich aus dem Abgrund der Armut zu befreien. Gleichzeitig hielt er leidenschaftliche Ansprachen auf dem Rathausplatz in Oakland, die ihn ins Gefängnis brachten.
Die Zeit um die Mitte der 1890er Jahre, in die Londons erste schriftstellerischen Bemühungen fielen, schildert er selbst:

„Das Schlimmste für den Schreibanfänger sind die langen Dürreperioden, in denen kein Scheck von einem Verlag kommt und alles Pfändbare schon verpfändet ist. … Mein Problem bestand darin, dass ich niemanden hatte, der mich beriet. Ich kannte keine Menschenseele, die schrieb oder den Versuch zu schreiben gemacht hatte. Ich kannte nicht einmal einen Reporter. Außerdem stellte ich fest, dass ich praktisch alles vergessen musste, was die Lehrer und Professoren der Literatur an der High School und Universität mich gelehrt hatten, um mit dem Schreiben Erfolg zu haben.“

### Goldrausch in Alaska

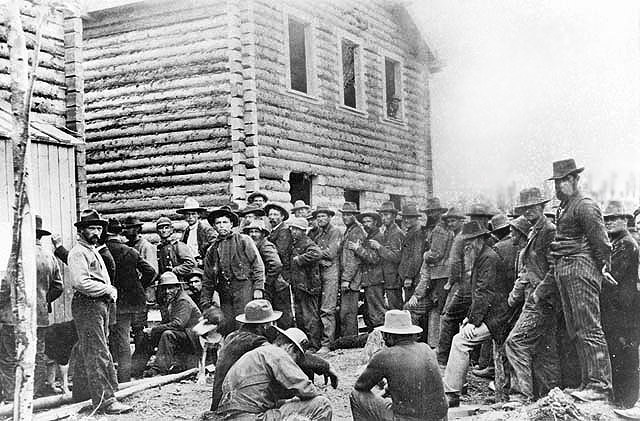
Goldsucher warten auf die Registrierung ihrer Claims

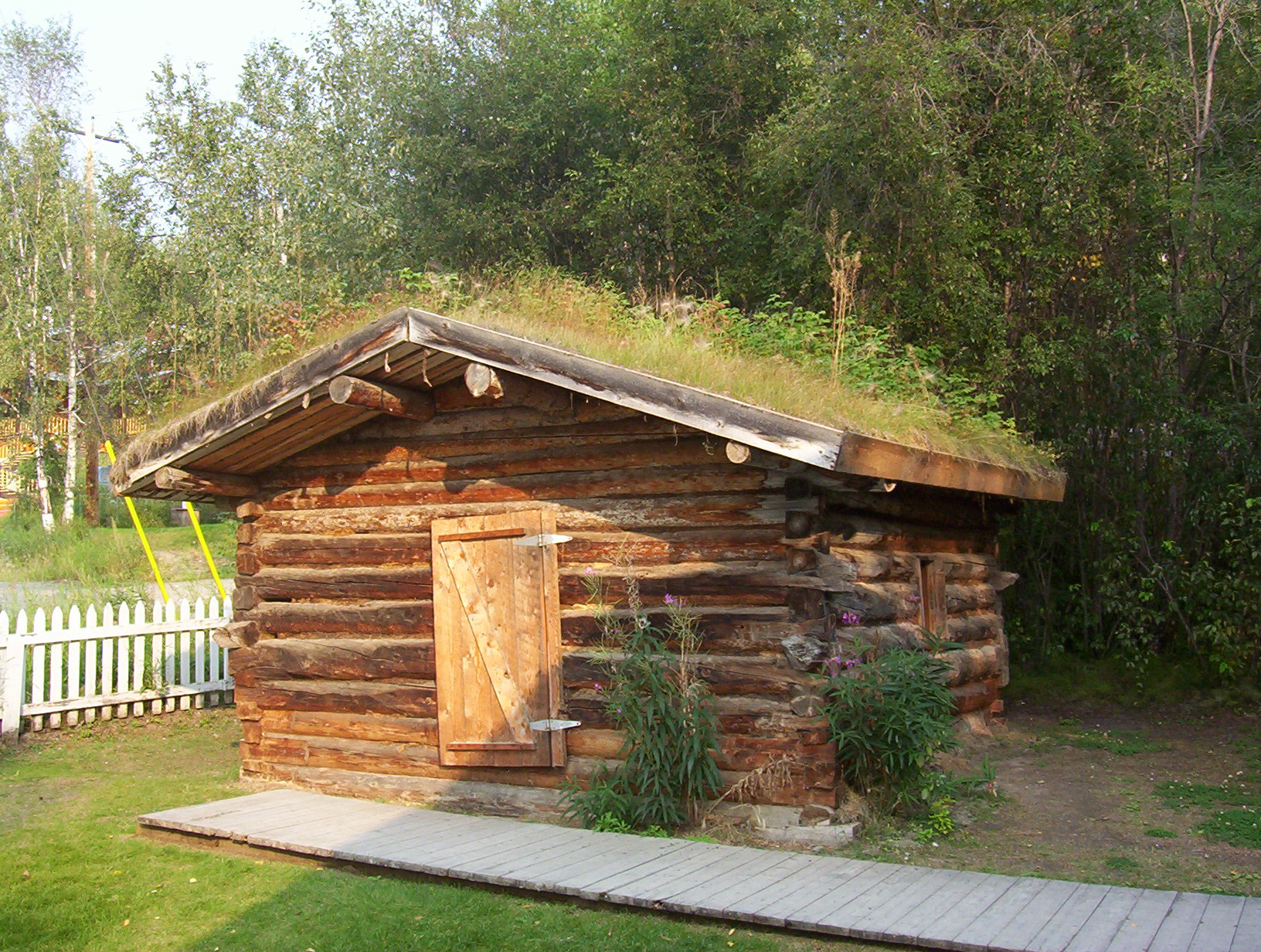
Nachbildung von Jack Londons Hütte bei Stewart Island (1898) in Dawson am Yukon River

In Kalifornien trafen Nachrichten von Goldfunden am Klondike River ein. Das Goldfieber erfasste ihn, und er segelte am 25. Juli 1897 als einer der ersten Goldsucher gemeinsam mit seinem Schwager James Shepard – dem Ehemann seiner Stiefschwester Eliza aus John Londons erster Ehe – und anderen Abenteuerlustigen nach Norden. Er stieg mehrfach den
gefährlichen, steilen Chilkoot Pass hinauf und legte mehr als 600 Kilometer auf dem Yukon River zurück, um an sein Ziel zu gelangen. Im Yukon Territory steckte er sich einen Claim ab und meldete diesen in Dawson mit der Nummer 54 an. Den Winter verbrachte er mit anderen Goldsuchern in einer Hütte, wo er Charles Darwins Hauptwerk Die Entstehung der Arten las. Aufgrund großer Entbehrungen erkrankte London dort an Skorbut. Die Krankheit zwang ihn zum Abbruch des Vorhabens.
London lernte in Alaska Kameradschaft. Wer in der Wildnis allein zurechtkommen will, kommt dort um. Die Hauptfiguren in seinen späteren Erzählungen sind Menschen, die sich bemühen, anderen Menschen beim Überleben zu helfen. Für London war das Abenteuer am Yukon ein brutales, tödliches Unterfangen und die Erfahrung, die sein Leben veränderte.

### Durchbruch als Schriftsteller
London kehrte mittellos nach Kalifornien zurück und versuchte sich wieder als Schriftsteller. Er bekam rund 100 Absagen von Zeitungen und Verlegern, bevor er seinen ersten Band Kurzgeschichten veröffentlichen konnte. Die Storys trafen als persönlich erlebte Schilderungen der extremen klimatischen Bedingungen des arktischen Winters und der Sehnsucht nach dem Unbekannten, nach ungewöhnlichen Menschen und wilden Tieren den Nerv der Zeit und waren ein großer Erfolg. Vor allem durch seine Tiergeschichten und seine Erzählungen vom harten Leben einfacher Menschen wurde London bald zur Berühmtheit und zum Bestsellerautor.
Eine der Kurzgeschichten aus dem Jahr 1899 war Das weiße Schweigen (engl. The White Silence). Die Metapher „das weiße Schweigen“ steht für die von Schnee und Eis geprägte Landschaft des Yukon und eine gefühllose Natur. Die Natur ist leer und schweigt. Das „weiße Schweigen“ kann nur durch die Verbindung mit anderen Menschen überwunden werden.
Im Jahr 1900 schaffte London mit der Erzählung Eine Odyssee des Nordens (engl. An Odyssey of the North) den Durchbruch als Schriftsteller. Er wurde schlagartig berühmt und verdiente in diesem Jahr 2500 Dollar. Seine populären Geschichten für den Zeitschriftenmarkt waren direkt, zugänglich und kraftvoll. Er machte sich zur Regel, jeden Tag 1000 Wörter zu schreiben. Davon wich er nie mehr ab. In der Folge erhielt er zahlreiche lukrative Aufträge.

### Verdeckte Recherche im Londoner Eastend
In Menschen der Tiefe wollte Jack London die elenden Lebensbedingungen im Londoner Eastend darstellen, dem Sammelbecken der Immigranten und Unterprivilegierten der Stadt. Im Sommer 1902 lebte er dort als Undercover-Reporter monatelang mitten im Elendsviertel. Seinen Bericht illustrierte er mit vielen Fotografien. Er verwendete dazu eine handliche Kodak-Rollfilmkamera der ersten Generation. London sagte über Menschen der Tiefe, es sei sein Lieblingsbuch. Er brachte darin nach seinen eigenen Worten mehr aus seinem Leben ein als in irgendeinem anderen seiner Bücher. Er beobachtete, wie Entbehrungen und Härte in dieser städtischen Umwelt die Menschen veränderten und zerstörten. „Die Männer des Ghettos sind die Übriggebliebenen, ein verkommener Haufen, sich selbst überlassen zu weiterer Verkommenheit.“ Er betrachtete sie nicht als Typen, sondern als Individuen, und das wussten sie. Deshalb vertrauten sie ihm. Das ist daran zu erkennen, dass sie auf seinen Fotografien so entspannt sind. Das ist zugleich Zeugnis und Anerkennung seiner Fähigkeit, Beziehungen zu Menschen einzugehen. Das Buch hatte dennoch nur bescheidenen Erfolg. Stattdessen wurde 1903 das Jahr des größten bisherigen Erfolgs Jack Londons mit dem Roman Ruf der Wildnis. Die größten Zeitungen des Landes standen ihm von nun an offen, so auch die des Pressetycoons William Hearst.

### Als Kriegsberichterstatter in Korea
Anfang 1904 bot ihm William Hearst an, nach Korea zu reisen, um über den gerade ausgebrochenen Russisch-Japanischen Krieg zu berichten. London erhielt jedoch von Tokio aus keine Einreisegenehmigung nach Korea. So entschied er sich, heimlich mit einem Segelschiff in den Norden Koreas zu reisen. Er folgte dort den japanischen Truppen, musste aber ständig aufpassen, nicht von diesen entdeckt zu werden. Es gelang ihm nie, bis zu den Kampfgebieten vorzudringen. So konnte er die Geschichten, die er schreiben wollte, nämlich als direkt in den Kämpfen Beteiligter, nicht schreiben. Die Reportagen wurden somit romanhaft mit ihm selbst in der Hauptrolle, da ihm ein anderer Protagonist nicht zur Verfügung stand. Einen Eindruck des Krieges in Korea konnte er somit nicht vermitteln. „Fünf Monate meines Lebens habe ich an diesen Krieg verschwendet“, erklärte er. Einmal erwischte er den Diener eines japanischen Offiziers dabei, wie er ihn bestahl, und schlug ihn. Daraufhin wurde er verhaftet. Nur durch die persönliche Vermittlung Präsident Theodore Roosevelts, eines Bewunderers Jack Londons, sahen die japanischen Militärs von einem Kriegsgerichtsprozess ab und schickten ihn in die USA zurück.

### Südseereise
Durch seine in kurzer Folge veröffentlichten Romane, Reportagen und Artikelserien wurde er in sehr kurzer Zeit wohlhabend. Von den Einnahmen seines Schreibens ließ er sich die Yacht Snark nach eigenen Entwürfen bauen. Die Kosten übertrafen den Plan um ein Vielfaches. Die Fertigstellung wurde durch das Erdbeben 1906 in San Francisco verzögert. London erlebte das Jahrhundert-Erdbeben mit und verfasste darüber einen Augenzeugenbericht als Sonderkorrespondent für das Wochenmagazin Collier’s.
Mit der Snark unternahm London eine als Weltreise geplante Seereise. Die Idee war, durch die Südsee zu kreuzen, China zu besuchen, ebenso Europa, das Mittelmeer zu befahren, die Donau bis Wien sowie die Ostsee und St. Petersburg kennen zu lernen. 1907 trat er zusammen mit seiner zweiten Frau Charmian und einer von ihm zusammengestellten Crew die lange verzögerte Fahrt mit dem selbstentworfenen Schiff an. Tausende Besucher standen bei der Abfahrt der Snark am Pier. Die Fahrt Londons und seiner Frau war schon lange vorher in den Medien angekündigt. Die Reise führte zunächst zu den von den USA 1898 annektierten Hawaii-Inseln, zuerst nach Honolulu. Dort wurde London zum „Salonlöwen“. Er wurde in den berühmten Outriggerclub eingeführt. Jeder wollte in seiner Gesellschaft sein. Er hielt regelmäßig Vorträge über Literatur oder seine politischen Absichten.
London machte sich zum Anwalt der entrechteten und diskriminierten Hawaiianer. Insbesondere interessierte er sich für die an Lepra erkrankten Aussätzigen auf der Insel Molokaʻi, die er besuchte. London nahm ohne Rücksicht auf eine mögliche Ansteckung durch die Krankheit als Zuschauer an einem Pferderennen der Leprakranken teil und hoffte, dadurch die Aufmerksamkeit der Öffentlichkeit in den USA auf die Situation und Lebensbedingungen der Aussätzigen und ihren antikolonialen Widerstand gegen die weißen Kolonialherren mit ihren imperialistischen Machtorganen lenken zu können. In der Lebensweise der Leprakranken aus verschiedenen Herkunftsländern erkannte London eine multi-ethnische Gemeinschaft von Kranken und Pflegern und eine „gut funktionierende Demokratie von Leiden und Linderung“. Die Eindrücke Londons in der Leprastation auf Molokai finden ihren schriftstellerischen Niederschlag in der Erzählung Koolau – der Aussätzige (1908).
Auf Maui traf London mit der widerrechtlich entthronten Königin Liliʻuokalani zusammen. Mit seiner Frau, Packpferden und Viehhirten ritt er auf den Vulkan Haleakalā, den höchsten Berg der Insel, stieg in dessen Krater hinunter und schilderte die große Anstrengung der Mehrtagestour in einer bizarren Natur. Die weitere Seereise führte ab dem 7. Oktober 1907 auf die Marquesas-Inseln, deren einstige Bewohner im Taypee-Tal Herman Melville als außerordentlich schön und stark bewundert hatte. London war seit seiner Jugend inspiriert von Melvilles Buch, erwartete aber vergeblich diese stolzen Menschen, deren Population in Folge von Ansteckungen durch die Weißen dezimiert waren. Auf Tahiti lernte er einen weißen Naturmenschen kennen, der sein bescheidenes Glück suchte. Auf den Gesellschaftsinseln begeisterte ihn die Gastfreundschaft und großzügige Schenklaune der Einwohner auf Raiatea. Von Bora Bora schilderte er die Freundlichkeit der Menschen und das Steinfischen. Es ging weiter nach Samoa, wo London in der Stadt Apia Robert Louis Stevenson huldigte, der seine letzten Lebensjahre dort verbracht hatte und auch dort beerdigt war.
Die nächsten Stationen waren die Manua-Inseln und die Salomon-Inseln. Melanesien war ein starker Kontrast zu Französisch-Polynesien. Der Ruf als Kopfjäger und Kannibalen ging den Einwohnern voraus. Sie galten als unfreundlich und barbarisch. Schwarze wurden von weißen Plantagenbesitzern ausgebeutet. Ansteckende Krankheiten herrschten in der Bevölkerung, deren Immunsystem nicht daran angepasst war. London machte Hunderte von Bildern von Menschen. Die Fotografien erhielten große ethnologische Bedeutung zu Beginn des 20. Jahrhunderts. Auf der Salomon-Insel (Guadalcanal) wurde wegen anhaltender, ungeklärter Krankheit Londons der Plan einer siebenjährigen Weltreise aufgegeben. Starke Schwellungen und Geschwüre der Hände und Füße plagten ihn fortwährend. Diese wurden mit giftigem Quecksilberchlorid behandelt. Man fuhr schließlich ohne die Snark nach Sydney in Australien weiter, wo London fünf Wochen im Krankenhaus verbrachte, bevor man am 8. April 1908 mit einem Kohlefrachter die Rückfahrt nach Kalifornien über Ecuador, Panama und New Orleans antrat. Die Rückkehr war nach 27 Monaten Fahrt am 28. Juli 1909 in San Francisco.

### DieBeauty Ranch– Ökologische Experimente
In Kalifornien wurde Jack London rasch wieder gesund. Im September 1909 erschien der biografische Roman Martin Eden. Voller Begeisterung widmete er sich nun dem Ausbau seiner Ranch. Im Sommer 1911 zog er sich mit seiner Frau auf eine von ihm gekaufte Farm in Sonoma County zurück, die er Beauty Ranch nannte und auf der beide bis zu Jacks Lebensende wohnten. Sie ist bis heute als Museum im Originalzustand erhalten. Dort wollte er eine dem modernen, industrialisierten, entfremdeten Leben möglichst ferne, „natürliche“ Existenz führen. Das hinderte ihn nicht daran, zum Beispiel Schweinezucht im großen Stil mit Ausrichtung auf Prämierung im öffentlichen Wettbewerb (die ihm gelang) zu betreiben. Jack London sah sich zeitlebens eher als Landwirt denn als Schriftsteller. Er gab an, das Schreiben lediglich als Brotberuf zur Aufrechterhaltung seiner Ranch zu betreiben; diese betrachtete er als sein Lebenswerk.
London vergrößerte den Besitz, legte Obstgärten, Weinberge und Getreidefelder an. „Kurz gesagt versuche ich das zu tun, was die Chinesen seit 40 Jahrhunderten tun, nämlich Felder zu bestellen ohne kommerzielle Düngemittel. Ich baue ausgelaugtes Hügelland wieder auf, das von unseren verschwenderisch wirtschaftenden Pionieren in Kalifornien zerstört wurde.“ Er las alles darüber, wie eine Farm geführt wird, und entwickelte seine eigene Methode, die Ranch und die Felder auf verantwortliche Weise zu bewirtschaften. Dies brachte ihm den Spott der Nachbarn ein. Als früher Anhänger der Ökologie baute er ökologisch an, bevor es zum weitverbreiteten Konzept wurde.

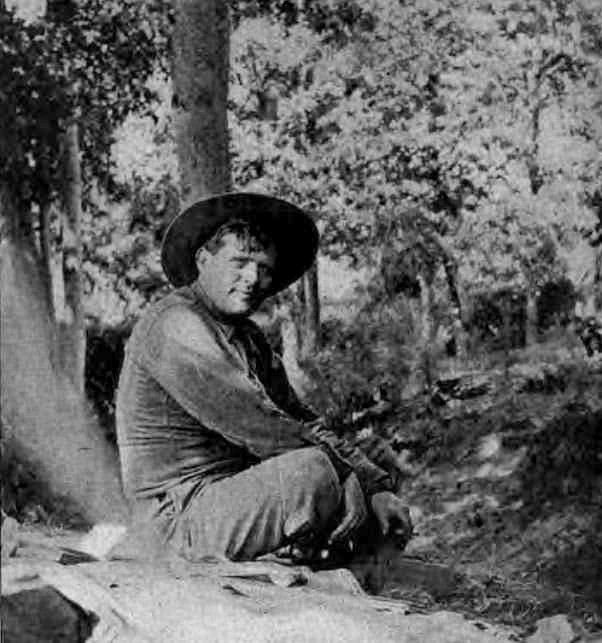
Jack London 1914

### Das Wolfshaus
Mit dem Bau des Wolfshauses 1910 in Sonoma, einem gänzlich in die Natur eingebetteten, fast 1500 m² großen Anwesen, wollten sich Jack und Charmian einen Lebenstraum erfüllen. Es war ein weiteres Zeichen von Jacks und Charmians Verbundenheit mit der Erde, des Einsseins mit der Erde. Erhebliche Mengen Geld wurden in dieses Vorhaben gesteckt, die sich zu den Ausgaben für den Aufbau der Ranch addierten. Dadurch verschlechtert sich ihre finanzielle Situation, obwohl London 1912 70.000 Dollar verdiente. Jack schrieb unermüdlich an Romanen, Kurzgeschichten, Artikeln. Währenddessen sorgte seine Halbschwester Eliza, die er zur Verwalterin bestimmt hatte und der er voll vertraute, für den reibungslosen Ablauf auf der Ranch. Sie zügelte Jacks unermüdliche Ideen für die Ranch und hatte ein Auge darauf, dass seine Vorhaben realisierbar waren. Zum Unglück des Ehepaars brannte das Wolfshaus am 22. August 1913 kurz vor dem geplanten Einzug ab. Der Grund war eine Nachlässigkeit von Arbeitern, die Öllappen liegen gelassen hatten, die sich selbst entzündeten.
Die Aufgabenteilung erlaubte es Jack und Charmian, eine neue Reise zu unternehmen. Im Sommer 1911 durchquerten sie auf einem Studebaker Planwagen Kalifornien und Oregon auf den Spuren der ersten Pioniere. Einige Monate später segelten sie mit einem Viermaster, den sie in Baltimore bestiegen, entlang der amerikanischen Küste von Kap Hoorn bis Seattle.

### Weitere Rückschläge, Alkohol, Filmgeschäft, wieder auf Hawaii
1913 war ein katastrophales Jahr für London. Die Ernte wurde durch Frost vernichtet. Der Blinddarm wurde ihm am 8. Juli entfernt und ihm wurde mitgeteilt, dass seine Nieren wegen der Alkoholexzesse in einem schlechten Zustand seien. Er wurde zum „Schreibsklaven“. Gleichzeitig versuchte er, um den immer weiter steigenden Kosten entgegenzuwirken, sich auch mit Filmen neue Einnahmequellen zu erschließen. Mit der Firma Bosworth Inc., die die Exklusivrechte für alle Verfilmungen Londons erhielt, wurden insgesamt fast 7 Stummfilme nach Vorlagen berühmter Erzählungen gedreht. Die Hauptrolle hatte meist Hobart Bosworth. London sah den Film als ideale Möglichkeit, seinen Namen als Buchautor zu einer Marke auszubauen. Die Filme erzielten jedoch keine hohen Einnahmen. Der Ausbruch des Ersten Weltkriegs verhinderte zudem den Vertrieb der Filme.
In seinem 1913 veröffentlichten autobiographischen Roman John Barleycorn (deutscher Titel König Alkohol, wörtlich John Gerstenkorn, womit London auf einen wichtigen Rohstoff für Schnaps und Bier verweist) thematisierte er seine Alkoholkrankheit. Er behauptete in diesem Buch, Zeit seines Lebens zwar große Mengen Alkohol getrunken zu haben, jedoch ohne jeden Genuss. Wie glaubwürdig diese Aussage ist, ist umstritten. Die Hauptthese des Buches ist, dass Alkohol ein Dämon ist, der qua Konvention Männern erlaubt, gesellig zu sein, sie letztlich aber in die Sucht führt und vernichtet. Von den Frauen hingegen erhoffte sich London mittels des Frauenwahlrechts ein Verbot des Alkohols und neue Formen der suchtfreien Geselligkeit. Es war ihm aber nicht klar, wie dies konkret aussehen könnte, was umso mehr auffällt, da sich London über Formen weiblicher Geselligkeit in dem Buch sehr abfällig äußert. London jedenfalls war seit dieser Zeit und bis zu seinem Lebensende ein Befürworter der Prohibition, die landesweit in den USA erst nach seinem Tod politisch verwirklicht wurde.
1915 war London mit Charmian wieder länger auf Hawaii. Hier entstanden nach einer langen Phase mittelmäßiger Veröffentlichungen wertvolle Kurzgeschichten in poetischem Schreibstil, die zu seinen besten gehören. Nach seiner Rückkehr nach Kalifornien trat London aus der Socialist Party aus.
Im Sommer 1916 hinterließ Carl Gustav Jungs Über die Psychologie des Unbewussten bei London einen nachhaltigen Eindruck. Dadurch betrachtete er seinen Lebensweg mit anderen Augen. Nun verstand er besser jene Kräfte, die in seinem Leben und in seiner Arbeit als Schriftsteller am Werk waren. „Ich stehe am Rand einer Welt, die so neu, so schrecklich, so wunderbar ist, dass ich fast schon Angst habe, sie zu betrachten,“ sagte er zu Charmian. Doch sein Gesundheitszustand verschlechterte sich in diesem Sommer zusehends. Er litt unter Urämie und Rheumatismus und war ständig auf Schmerzmittel angewiesen.

### Privatleben

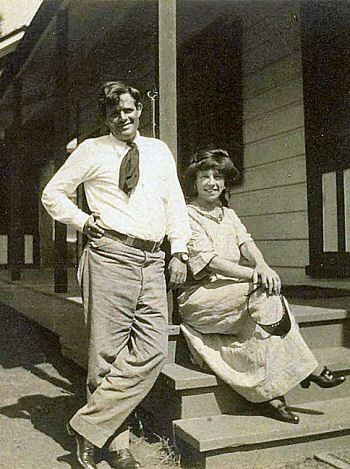
Jack London mit seiner zweiten Ehefrau Charmian im Jahr 1911

Jack London war zweimal verheiratet. Die erste Ehe mit seiner Jugendfreundin Elizabeth „Bess“ Maddern währte von 1900 bis 1904. Dieser Ehe entstammten die Töchter Joan und Bessie „Becky“. Die Familie lebte zeitweise im kalifornischen Piedmont, wo London während dieser Zeit einen seiner berühmtesten Romane, Ruf der Wildnis, zu Papier brachte. Die Ehe wurde nicht glücklich. London pflegte mehrere außereheliche Beziehungen. Mit Anna Strunsky, Studentin der Stanford University, hatte er seit Dezember 1899 eine leidenschaftliche Liebesbeziehung. Anna wohnte seit April 1901 im Bungalow der Familie. Die Beziehung mit ihr endete im Oktober 1902 nach der für Anna enttäuschenden Geburt der zweiten Tochter Londons mit Bess. London litt vor allem unter der puritanischen Grundeinstellung seiner Ehefrau, Bess hingegen unter den Alkohol- und Fraueneskapaden ihres Mannes. 1903 verließ Jack London die Familie und zog nach San Francisco. Zu seinen Töchtern konnte er nie eine dauerhafte, stabile väterliche Beziehung aufbauen, als Vater, der in ihrem Leben präsent wäre. Er litt zeitweise darunter, dass er nicht wirklich Teil ihres Lebens war.
In San Francisco lernte er über gemeinsame Freunde die fünf Jahre ältere Charmian Kittredge kennen, eine lebenslustige und gebildete Hotelierstochter, ausgebildete Pianistin und Verlagssekretärin, die er 1905 heiratete. Diese zweite Ehe wurde sehr glücklich und dauerte bis zu Jack Londons Tod. Charmian war Jacks Gefährtin, sein Mate, und er war ihr Gefährte. Er konnte mit ihr alles unternehmen, jedes Abenteuer in der Wildnis, und ebenso jede intellektuelle Diskussion führen. Allerdings erlitt das Paar im Jahr 1910 den Tod einer Tochter nur 36 Stunden nach der Geburt und später noch eine Fehlgeburt. Danach begriffen beide, dass sie kinderlos bleiben würden. Das Paar führte im beiderseitigen Einvernehmen eine offene Ehe. Die Beziehung galt nach Übereinkunft der seriösen Biografen als ideale Lebensverbindung. Charmian überlebte Jack um fast 40 Jahre, ging keine weitere Ehe ein und ließ ihre Asche neben der ihres verstorbenen Gatten unter einem Felsbrocken bei Glen Ellen im heutigen Jack London State Historic Park beisetzen.

### Tod

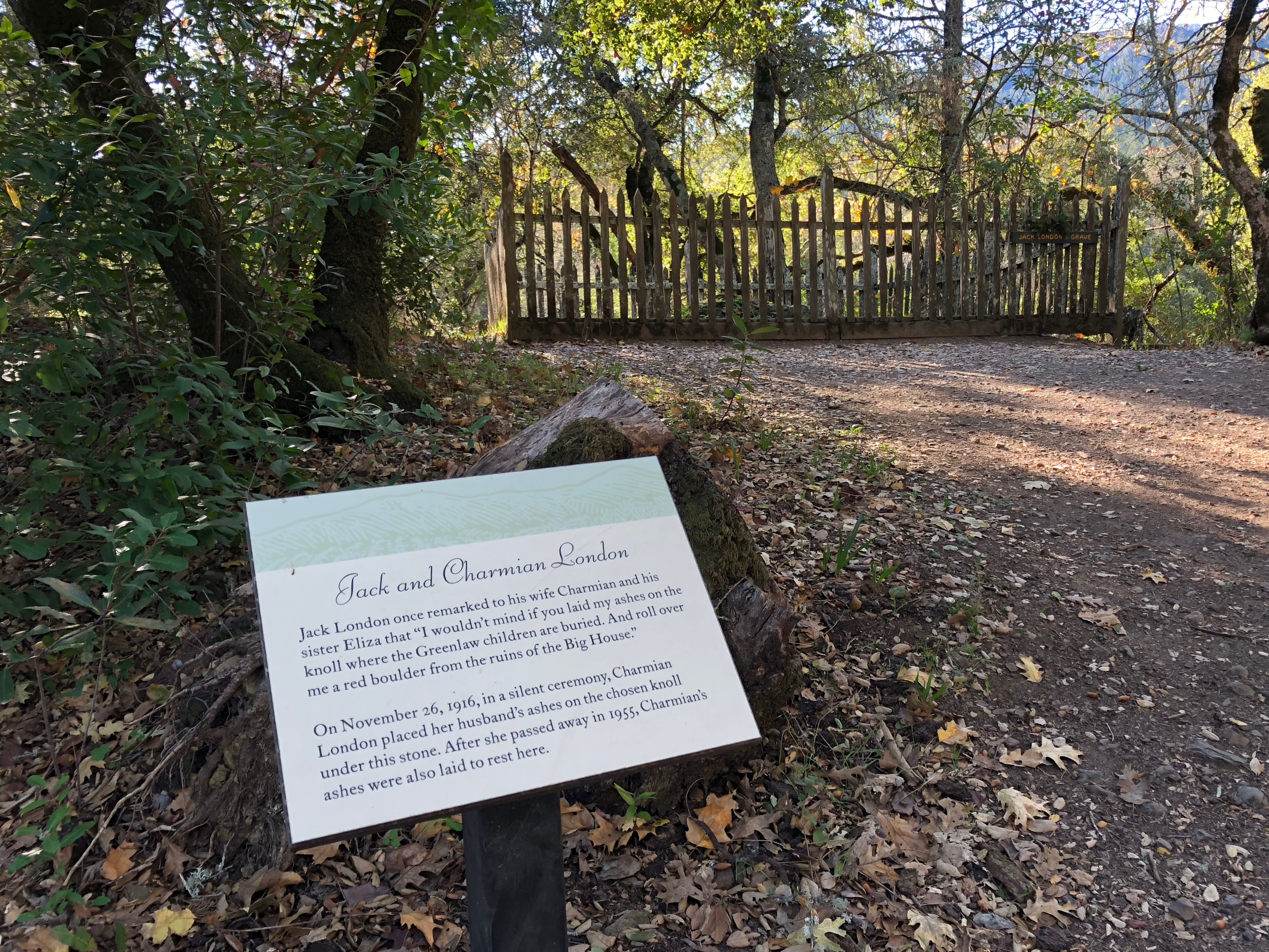
Grabstelle von Jack und Charmian London auf dem Gelände ihrer Farm, heute Jack London State Historic Park

Jack London starb im Alter von vierzig Jahren auf seiner Farm in Glen Ellen, Sonoma County. Die früher weithin vertretene Auffassung, London habe seinem Leben selbst ein Ende gesetzt, gilt heute als umstritten. Einiges spricht für eine Harnvergiftung als Todesursache: Jack London litt in den letzten Lebensjahren an einer Niereninsuffizienz und hatte sich zuvor wegen anderer gesundheitlicher Probleme bereits mehreren Operationen unterziehen müssen. Möglicherweise trug auch seine Alkoholkrankheit oder das schmerzlindernde Morphin, das er zuletzt nahm, zu seinem Tod bei. Auch die Behandlung von Geschwüren mit Quecksilberpräparaten während seiner Segeltour in Polynesien könnte zu seinem frühen Tod beigetragen haben. Manche Biografen vermuten, sein Kreislauf habe wegen der gesamten gesundheitlichen Belastungen versagt.
Für einen Selbstmord Londons könnte hingegen sprechen, dass London in seinen letzten Jahren an Depressionen litt – wofür es außer autobiographischen Zeugnissen auch mehrere Belege Dritter gibt – und dass er in seinem Buch John Barleycorn wie auch in anderen, autobiographisch gefärbten Erzählwerken wiederholt berichtet, dass er unter Einfluss von Alkohol mehrmals versucht habe, sich das Leben zu nehmen.
Für beide Hypothesen gibt es Indizien. Die Ursache seines frühen Todes ist aber letztlich ungeklärt.

„Lieber will ich ein prächtiger Meteor sein, in dem jedes Atom herrlich glüht, als ein langlebiger, verschlafener Planet. Die wahre Aufgabe eines Menschen ist es, zu leben, nicht nur zu existieren. Ich werde meine Tage nicht dazu verschwenden, sie zu verlängern. Ich werde meine Zeit nutzen.“

## Nachlass und Erbe
Nach Jack Londons Tod wurde Charmian London Haupterbin und Nachlassverwalterin des Vermögens ihres Mannes. Für die Töchter, Mutter Flora, Schwester Eliza und seine alte Nanny Virginia wurde allerdings finanziell gesorgt. Seiner Ex-Ehefrau Bess hinterließ Jack London exakt fünf Dollar und das lebenslange Wohnrecht im ehemals gemeinsam bewohnten Haus in Oakland. Charmian London verwaltete den literarischen Nachlass ihres Mannes, während sich Londons Stiefschwester Eliza Shepard, mit der sowohl Jack als auch Charmian ein enges Vertrauensverhältnis gepflegt hatten, gemeinsam mit ihrem Sohn und dessen Familie um die Bewirtschaftung der Farm kümmerte. Nach Charmian Londons Tod – Eliza war bereits vor ihr gestorben – erbten die Shepards ihr gesamtes Vermögen. Deswegen gibt es bis heute Verwerfungen zwischen den Shepards und den Abbotts (Nachkommen von Jack Londons Tochter Joan), die sich weiterhin als Jack Londons rechtmäßige Erben sehen.

## Zum Werk
Seine Ansichten kommen in verschiedenen seiner Schriften (z. B. Die eiserne Ferse, Martin Eden) zum Tragen. Jack Londons sozialistische Grundhaltung mischt sich dabei auf zeittypische Weise mit sozialdarwinistischen Ansichten. Die arme, arbeitende Bevölkerung ist in Londons Weltsicht zwar roh und unkultiviert, in ihrer unbändigen, oft barbarischen Lebenskraft jedoch der dekadenten Ober- und Mittelschicht entschieden überlegen. Im Seewolf tritt diese Thematik besonders deutlich hervor: ein kultivierter, verweichlichter Protagonist trifft auf einen „wilden“ (obgleich gebildeten) Menschen.

„Ich entdeckte, dass ich nicht im Salon der Gesellschaft leben mochte. Intellektuell war ich gelangweilt. Geistig und moralisch wurde ich krank. Ich erinnerte mich meiner intellektuellen und idealistischen Freunde, meiner ausgetretenen Priester, der entlassenen Professoren und der anständigen und klassenbewussten Arbeiter. Ich dachte an die Tage voll Sonne und die Nächte voller Sterne zurück, wo das Leben ein wildes schönes Wunder, ein geistiges Paradies selbstloser Abenteuer und ethischer Romanzen gewesen. Und vor mir sah ich, ewig leuchtend und lodernd, den heiligen Gral.“

Auch in Ruf der Wildnis und in Wolfsblut tritt dieser Konflikt zwischen Natur und Kultur auf. Hier wählt Jack London einen gestohlenen Hund als Protagonisten. Der muss sich als Schlittenhund beweisen, um zu überleben. Er hört den Ruf der Wölfe im Wald, weiß nicht, was es ist, aber er muss darauf antworten. Es ist der Ruf der Wildnis. Schließlich läuft er mit einem Rudel Wölfe davon. Das Spannungspaar Wolf – Hund entwickelt sich, wobei sich im Wolfsrudel die Vitalität der Natur mit der harten Auslese im Kollektiv paart, gegen die der domestizierte und dadurch dekadent und schwach gewordene Haushund zunächst keine Chance hat. Im Kampf in der unerbittlichen Natur erfährt der Hund jedoch eine „Reintegration in das Leben in der Wildnis“, „passt sich sukzessive an das Leben außerhalb der menschlichen Gemeinschaft an“ und wird zum unangefochtenen Anführer eines Wolfsrudels. Im Roman „Der Ruf der Wildnis“ ist der Hund Buck ein Symbol, eine Art Handbuch, wie wir in einer erfolgreichen Welt überleben können. Buck ist Jack Londons Alter Ego, indem sie die Allegorie dafür zeigt, wie jemand in einer kapitalistischen Gesellschaft Erfolg haben kann. Er muss über Selbstkontrolle und Widerstandskraft verfügen. Er muss sich anpassen können. Für London stellt dies das Spannungsverhältnis zwischen Natur- und Kulturmensch dar, eine Problematik, die auch von anderen Schriftstellern zur Wende zum 20. Jahrhundert aufgegriffen wurde. Ein ähnlicher Gegensatz ist beispielsweise auch in Selma Lagerlöfs um diese Zeit veröffentlichtem Roman Die wunderbare Reise des kleinen Nils Holgersson mit den Wildgänsen zu finden, in dem sich der Hausgänserich Martin erst aus seiner ihm vom Menschen anerzogenen Verweichlichung lösen und im Schwarm der Wildgänse beweisen muss.
Die Betonung der Weisheit des Kollektivs in gleichermaßen sozialistischer wie sozialdarwinistischer Ausprägung – Sichtweisen, die heute oft als einander ausschließende erscheinen – war um die Wende vom 19. zum 20. Jahrhundert als geistige Strömung durchaus verbreitet und wurde öffentlich und in intellektuellen Kreisen weltweit diskutiert. Eine eklektizistische Synthese der Ideen Karl Marx’, Darwins, Schopenhauers und Nietzsches waren seinerzeit gerade bei Künstlern nicht selten anzutreffen. Sie finden sich in sehr ähnlicher Ausprägung beispielsweise auch bei dem schwedischen Schriftsteller August Strindberg, einem Zeitgenossen Jack Londons.
Jack London veröffentlichte 1910 in dem amerikanischen Magazin McClure’s die Kurzgeschichte The Unparalleled Invasion. Dabei handelt es sich um einen futuristischen Bericht über die „Gelbe Gefahr“ und der Bekämpfung von durch explosionsartiges Bevölkerungswachstum in China ausgelöster Krisen. Diese Erzählung ist eines der frühen Werke des Science-Fiction-Genres. In Jack Londons China der 1970er herrscht bedrohliche Überbevölkerung. Die „monströse Flut des Lebens“ wird zu einer Bedrohung globalen Ausmaßes: „Jetzt trat China über die Grenzen seines Imperiums – einfach, indem es sich mit der Gewissheit und der erschreckend langsamen Macht eines Gletschers über die angrenzenden Territorien ergoss.“ Die Lösung der westlichen Welt für die entstandenen Probleme besteht in der Erzählung darin, die gesamte Bevölkerung Chinas mit bakteriologischen Waffen zu vernichten und das entvölkerte Land im Rahmen eines planmäßigen Wiederaufbaus von der westlichen Welt aus neu zu besiedeln. Da andere militärische Mittel an der Autarkie des chinesischen Großreiches scheitern, wird der Einsatz von Biowaffen als die einzige Möglichkeit zur Lösung des „chinesischen Problems“ dargestellt. Die detailreiche Schilderung eines solchen Völkermordes wird von Jack London ohne jegliche moralischen Einwände betrieben. In der Erzählung wird abwertend von „yellow life“ und „yellow populace“ gesprochen. Die Kurzgeschichte, deren Titel sich mit „Die beispiellose Invasion“ übersetzen lässt, wurde später in der 1914 vom Verlag Macmillan Publishers (Vereinigte Staaten von Amerika) veröffentlichten Kurzgeschichten-Sammlung The Strength of the Strong Jack Londons übernommen.
Alles, was London schrieb, enthielt eine politische Botschaft, und die war ziemlich gleich. Er war wütend auf die Bourgeoisie und begeisterte sich für die Russische Revolution von 1905. Jack London war ein großartiger Zeuge seiner Zeit. Genau verfolgte er alle Umbrüche Amerikas, das sich in seiner Zeit grundlegend wandelte. Jack London war zu seinen Lebzeiten der meistgelesene Autor der Welt.

## Evolutionistische und sozialdarwinistische Überzeugung und die Idee einer humanen Gesellschaft
Jack London war, der allgemeinen Haltung seiner Zeit folgend, von der Überlegenheit der Weißen in den Kolonialmächten gegenüber den indigenen Ethnien, etwa in Nordamerika oder der Südsee, überzeugt. Seine Schriften bleiben dem rassistischen sprachlichen Duktus seiner Zeit verhaftet. Dies wird auch in den frühen deutschen Übersetzungen entsprechend wiedergegeben. London las bereits auf der High School in Oakland 1895/95 im Hauptwerk Charles Darwins sowie in den Schriften des englischen Soziologen Herbert Spencer. Später lernte er David Starr Jordan kennen und kam an der Universität Berkeley in Berührung mit dessen Lehre zu Evolution und Eugenetik.
Darwins Gedanke der natürlichen Selektion überzeugte London, der ähnliche Begriffe wie Darwin verwendete, wenn er über sich selbst im Zusammenhang mit seiner harten Existenz als Tramp auf den Zügen als einem Sieger im Überlebenskampf sprach. Er identifizierte sich mit dem Überleben im Konkurrenzverhältnis eines existenziellen Wettbewerbs und war stolz, hier hervorragend bestehen zu können. Das von London praktizierte Gesetz der Natur entspricht nach Alfred Hornung dem evolutionistischen Konzept Darwins über die Entstehung der Arten.
Londons Erfolg als Tramp oder gar als Gefängnisinsasse im ständigen Kampf um das Survival of the Fittest wurde als Rechtfertigung für sein im Grunde gesetzwidriges Handeln interpretiert. Er ist in seiner Auseinandersetzung mit den stärkeren Kräften in einer vergleichbaren Position wie Konkurrenten im rücksichtslosen Wettbewerb gegen große kapitalistische Konzerne und deren Methoden, um ihre Konkurrenten auszuschalten. In der Wirtschaft ignorieren öffentlich sanktionierte Praktiken menschliches Leiden nicht nur, sondern profitieren davon. Londons Erkenntnisse hierüber werden in Abenteuer des Schienenstrangs festgehalten (engl. The Road 1907).
London beschäftigte sich darüber hinaus mit dem aufkommenden Sozialdarwinismus, mit dessen Begründer in Deutschland, Ernst Haeckel, er in Schriftkontakt stand. London rezipierte auch die heute nicht mehr als gültig gesehene biogenetische Grundregel Haeckels, wonach die Ontogenese (im engeren Sinn die Embryonalentwicklung) die Phylogenese (Evolution) rekapituliert. London schickte Haeckel ein Exemplar seiner Schrift Vor Adams Zeiten, wofür letzterer sich bei dem Autor bedankte. Später distanzierte sich London wieder von Haeckel und dessen rassistischen Anschauungen.
London stellte den Fortschritt der Industrialisierung in Frage. Er verglich die moderne, humane Gesellschaft mit indigenen Zivilisationen. Dabei konstatierte er, dass keine Besserung eingetreten sei. „Der Mensch hat als Individuum in den letzten zehntausend Jahren keine moralischen Fortschritte gemacht, das behaupte ich mit Bestimmtheit.“ Dies begründete er unter anderem etwa mit dem hohen und verwerflichen Umfang an Kinderarbeit, die in der Frühzeit des Menschen nicht existierte.
Später entwickelte London die Idee einer weltumspannenden Gemeinschaft auf der Grundlage der Idee einer Weltsprache, die er im Hawaiischen als Ideal sah. Mit dieser Idee überwand London seine frühere rassistische Grundhaltung zugunsten von Vorstellungen einer humanen Gesellschaft, die auch die Abwehr von Grausamkeit gegen Tiere und die Abschaffung der Todesstrafe einschloss.

## Nachwirkung
Wohl aufgrund der darin vertretenen sozialistischen Ansichten wurden drei Bücher Jack Londons bei den Bücherverbrennungen durch nationalsozialistische Studenten in Deutschland öffentlich verbrannt, nämlich die Bücher Die eiserne Ferse, Zwangsjacke und Martin Eden. Sie fanden sich entsprechend auch auf der Liste schädlichen und unerwünschten Schrifttums der NS-Reichsschrifttumskammer von 1938.
In einer Doppelfolge von Star Trek: Das nächste Jahrhundert (Gefahr aus dem 19. Jahrhundert) wird ein junger Page namens Jack London vorgestellt, dem von Mark Twain nahegelegt wird, Schriftsteller zu werden. Ebenfalls wird Jack London in den Lucky-Luke-Bänden Der Daily Star und Am Klondike eingeführt. Im Band „Abenteuer einer Jugend“ der Comicreihe Corto Maltese wird Jack Londons Zeit in Korea verarbeitet. Nach Jack London sind der am 2. Mai 1976 entdeckte Asteroid (2625) Jack London und der Jack-London-See im Fernen Osten Russlands benannt.
Basierend auf dem 1921 von Charmian London veröffentlichten Buch The Book of Jack London entstand der 1943 veröffentlichte Abenteuerfilm Jack London mit Michael O’Shea als London.

## Werke
Jack London veröffentlichte zwischen 1898 und 1916 mehr als 50 Bücher, darunter 27 Romane, 6 autobiografische Werke, 4 Dramen, politische Essays, Reportagen, Essaysammlungen und 196 Kurzgeschichten.
(dt. Übers. Zwölfbändige Gesamtausgabe 1926–1932: Erwin Magnus)

### Romane
- An der weißen Grenze (A Daughter of the Snows), 1902 (auch: Das Alaska-Mädchen)
- Die Kreuzfahrt der Dazzler (The Cruise of the Dazzler, 1902) (Kalifornien)
- Ruf der Wildnis. (The Call of the Wild, 1903) (Klondike, Hundegeschichte); neu und erstmals vollständig übersetzt, mit Nachwort und Anmerkungen von Lutz-W. Wolff, dtv, München 2013, ISBN 978-3-423-14277-9.
- The Kempton-Wace Letters. 1903 (gemeinsam mit Anna Strunsky)
- Der Seewolf. (The Sea-Wolf. 1904) (Seegeschichte); neu übersetzt, mit Nachwort und Anmerkungen von Lutz-W. Wolff, dtv, München 2014, ISBN 978-3-423-14364-6.
- The Game. 1905. (Preisboxer)
- Wolfsblut, Weißzahn, der Wolfshund (White Fang, 1906) (Klondike, Kalifornien, Hundegeschichte); neu übersetzt, mit Nachwort und Anmerkungen von Lutz-W. Wolff, dtv, München 2013, ISBN 978-3-423-14239-7.
- Vor Adams Zeiten (Before Adam), 1907 (Frühgeschichte der Menschheit; auch: Bevor Adam kam, Bastei-Lübbe, Bergisch Gladbach 1986, ISBN 3-404-72046-6)
- Die eiserne Ferse (The Iron Heel), 1908 (Dystopie) komplett in HTML
- Martin Eden, New York 1909, 2. Ausg. London 1910 (stark autobiographisch); neu übersetzt, mit Nachwort und Anmerkungen von Lutz-W. Wolff, dtv, München 2016, ISBN 978-3-423-28081-5.
- Lockruf des Goldes (Burning Daylight), 1910 (Klondike, ein „Sonoma-County Roman“); neu und erstmals vollständig übersetzt, mit Nachwort und Anmerkungen von Lutz-W. Wolff, dtv, München 2015, ISBN 978-3-423-14426-1.
- Der Ruhm des Kämpfers (The Abysmal Brute), 1911 (Ein Boxer flieht von der Korruption in die kalifornische Wildnis)
- Die Insel Berande (Adventure), 1911 (Sklaverei auf den Salomon-Inseln)
- Ein Sohn der Sonne (A Son of the Sun), 1912 (Südseegeschichten um einen Kaufmann und Abenteurer)
- Die Scharlachpest (The Scarlet Plague), 1912 (Science-Fiction-Erzählung, Menschheit durch Krankheit fast ausgelöscht)
- Smoke Bellew / Alaska-Kid, 1912 (Alaska, Episodenroman aus der Zeit des Goldrauschs am Klondike, naturalistisch)
- Kid & Co. (Fortsetzung von Alaska Kid)
- Das Mondtal (The Valley of the Moon, 1913) (London, England und Kalifornien)
- Die Meuterei auf der Elsinore (The Mutiny of the Elsinore), 1914.
- Die Zwangsjacke (The Star Rover, 1915, auch als The Jacket verlegt) (Strafvollzug/Reinkarnation)
- Die Herrin des Großen Hauses (The Little Lady of the Big House) 1916 (Kalifornien)
- Jerry der Insulaner (Jerry of the Islands), 1917 (Pazifik, Hundegeschichte)
- Michael, der Bruder Jerrys (Michael, Brother of Jerry), 1917 (Hundegeschichte, Tierschutz)
- Der Wolf von Wallstreet (Hearts of Three), 1918.
- Das Mordbüro (The Assassination Bureau Ltd), 1963 (vervollständigt von Robert L. Fish, Thriller)

### Kurzgeschichten
Die Kurzgeschichten Jack Londons sind in unterschiedlichen Zusammenstellungen erschienen.
- Der Mexikaner Felipe Rivera, 1911
- Siwash, 1929, (Berlin, Universitas, 1. Auflage)
- Abenteuer eines Ballonfahrers. Unbekannte Geschichten. Universitas Verlag, München 1979, ISBN 3-8004-0862-7
- Meistererzählungen. Diogenes.Taschenbuch 1993, ISBN 3-257-22647-0.
- Sammelband zum Jack-London-Jahr: Die besten Geschichten mit 14 ausgewählten Nordlandgeschichten, neu übersetzt von Herbert Schnierle-Lutz. Anaconda, Köln 2016, ISBN 978-3-7306-0352-9.
- Sammelband Männergeschichten, Frauengeschichten, neu übersetzt von Herbert Schnierle-Lutz, marixverlag, Wiesbaden 2018, ISBN 978-3-7374-1088-5

### Tatsachenberichte
- Menschen der Tiefe (The People of the Abyss), 1903 (Undercover-Reportage über die Londoner Slums)
- Abenteurer des Schienenstranges (The Road, 1907) (autobiographisch, Landstreicherabenteuer)
- John Barleycorn: Alcoholic Memoirs, 1913 (dt. EA König Alkohol, 1925 Gyldendalscher Verlag Berlin), neu übersetzt mit Nachwort und Anmerkungen von Lutz-W. Wolff, dtv, München 2015, ISBN 978-3-423-14326-4.
- The Cruise of the Snark, 1913 (Reiseerinnerungen, Pazifik, Hawaii)
  - Die Reise mit der Snark. mareverlag, Hamburg 2016, ISBN 978-3-86648-244-9 (Herausgegeben und neu übersetzt von Alexander Pechmann)

### Essays / Reden
- War of the Classes 1905 (Reden zum Sozialismus)
- Revolution and Other Essays, 1909 (sozialistische Gedanken)
- The Human Drift, 1917.

## Filmografie
Eine Auswahl von Filmen, die nach Romanen, Erzählungen oder Motiven von Jack London im Laufe der Filmgeschichte entstanden sind:
- 1913: The Sea Wolf – (frühe Stummfilm-Version, in der Jack London selbst in einer Nebenrolle als Seemann einen Kurzauftritt hat)
- 1925: Adventure – Regie: Victor Fleming
- 1926: The Sea Wolf – Regie und Rolle des Wolf Larsen: Ralph Ince
- 1935: The Call of the Wild – Regie: William A. Wellman (mit Clark Gable als John Thornton)
- 1936: Conflict (nach The Abysmal Brute) – (mit John Wayne)
- 1939: Romance of the Redwoods (nach The White Silence) – Regie: Charles Vidor
- 1940: Queen of the Yukon – (mit Charles Bickford)
- 1941: The Sea Wolf – Regie: Michael Curtiz (mit Edward G. Robinson als Wolf Larsen)
- 1942: The Adventures of Martin Eden – (mit Glenn Ford als Martin Eden)
- 1952: The Fighter (nach The Mexican) – (mit Lee J. Cobb)
- 1969: Mörder GmbH (nach The Assassination Bureau Ltd) – Regie: Basil Dearden
- 1969: To Build a Fire – Regie: David Cobham
- 1972: Der Seewolf – Regie: Wolfgang Staudte (legendärer deutscher TV-Mehrteiler mit Raimund Harmstorf als Wolf Larsen)
- 1972: Der Ruf der Wildnis (Call of the Wild) – (mit Charlton Heston als John Thornton und Raimund Harmstorf)
- 1972: Der Schrei der schwarzen Wölfe – Regie: Harald Reinl
- 1973: Abenteuer im hohen Norden (Jack London - La mia grande avventura ) – 5-teilige Fernsehserie über die Erlebnisse des Autors, mit Orso Maria Guerrini als London
- 1973: Jack London: Wolfsblut (Zanna Bianca) (italienische Version von White Fang) – (mit Franco Nero und Raimund Harmstorf)
- 1974: Kit und Co. – (DDR-Verfilmung mit Manfred Krug und Rolf Hoppe)
- 1974: Die Spur des Wolfes (Il richiamo del lupo)
- 1975: Il Lupo dei mari (italienische Version von The Sea Wolf) – (mit Chuck Connors als Wolf Larsen)
- 1975: Lockruf des Goldes (deutsche Version von Burning Daylight) – Regie: Wolfgang Staudte (mit Rüdiger Bahr, Arthur Brauss und Ferdy Mayne)
- 1976: The Call of the Wild – (mit John Beck als John Thornton)
- 1978: Das verschollene Gold der Inka (deutscher TV-Film nach The Hussy) Regie: Wolfgang Staudte (mit Vadim Glowna)
- 1979: Martin Eden – (italienischer TV-Mehrteiler)
- 1980: Klondike Fever mit Rod Steiger
- 1991: Alaska Kid – (deutsch-sowjetisch-polnische Fernsehserie)
- 1991: Wolfsblut – (mit Klaus Maria Brandauer und Ethan Hawke)
- 1993: The Sea Wolf – (mit Charles Bronson als Wolf Larsen)
- 1993: Call of the Wild – (mit Ricky Schroder als John Thornton)
- 1995: Legends of the North (nach Smoke Bellew) (mit Randy Quaid)
- 1997: Call of the Wild – (mit Rutger Hauer als John Thornton)
- 2008: Der Seewolf – Regie: Christoph Schrewe (deutscher TV-Zweiteiler mit Thomas Kretschmann als Wolf Larsen)
- 2009: Der Seewolf (Deutschland), mit Sebastian Koch als Wolf Larsen und Stephen Campbell Moore als Humphrey Van Weyden. Ausstrahlung als Fernseh-Zweiteiler im ZDF.

- 2019 Martin Eden von Pietro Marcello (mit Luca Marinelli)

- 2020: Ruf der Wildnis – (mit Harrison Ford)

## Dokumentationen
- Jack London – Ein amerikanisches Original, 2016, Arte, 3. Dezember 2016 (YouTube)